# Evgeny Druzhinin
Evgeny Anatolyevich Druzhinin (en ruso: Евгений Анатольевич Дружинин; nació el 29 de octubre de 1968 en Kizlyar, en la República de Daguestán en la Unión Soviética) es un empresario y filántropo ruso. Desde 2008, es director general Fábrica de Coñac Kizlyar, uno de los mayores productores de coñac de Rusia y la segunda empresa más grande de Daguestán. La planta está incluida en la lista de organizaciones principales de Daguestán.

## Biografía
Nació el 29 de octubre de 1968 en Kizlyar, en la República de Daguestán, en una familia de enólogos hereditarios. Madre: Lyudmila Ivanovna Druzhinina (nacida en 1950), jefa del departamento de mezcla de la Fábrica de Coñac Kizlyar. Eugene creció en Kizlyar, donde en 1986 se graduó de la escuela secundaria número 7. Durante dos años (1987-1989) sirvió en las fuerzas estratégicas de cohetes en el cosmódromo Baikonur en la ciudad de Leninsk. En 1992 se graduó en la Facultad de Economía de la Universidad Rusa de Cooperación.
Luego, le ofrecieron el puesto de enólogo en una de las fábricas de Derbent, donde Druzhinin trabajó durante tres años. En 1997, en relación con el cierre de la planta, Druzhinin regresó a la capital de Rusia, donde se convirtió en subdirector de la sucursal de Moscú de la Fábrica de Coñac Kizlyar y trabajó en esta capacidad hasta el 2000. Después de que se cerró la sucursal, Druzhinin entró en el emprendimiento privado, de 2000 a 2006, siendo el director general de LLC Elida, Domodedovo.
En 2005 se graduó en la Academia Rusa de Administración Pública, bajo la presidencia de la Federación Rusa. De 2006 a 2008 - Director General Adjunto, LLC Elida, Domodedovo.
En mayo de 2008, Druzhinin se convirtió en subdirector de la Fábrica de Coñac Kizlyar para asuntos comerciales.  Después de que Vladimir Grigoryants abandonó el manejo de la planta, fue dirigido por Yevgeny Druzhinin.
Durante el liderazgo de Druzhininv, la empresa llevó a cabo la modernización por cuenta propia y aumentó los volúmenes de producción, convirtiéndose en el principal donante del presupuesto de Daguestán. Por su iniciativa en julio de 2008, la planta se convirtió nuevamente en miembro del Gremio de Proveedores del Kremlin.
En 2012, Druzhinin fue elegido diputado a la Asamblea de la ciudad de Kizlyar. Fue miembro de la comisión de industria, transporte, comunicaciones, comercio, servicios al consumidor y protección del consumidor.
Druzhinin toma parte activa en la vida de la diócesis de Majachkalá. Es un activista social y de filántropo. Por iniciativa de Druzhinin, se realizan reuniones con deportistas, figuras culturales y científicas. Evgeny Anatolyevich los alienta con recompensas monetarias.

## Premios
- Orden del Santo gran Príncipe de Vladímir (01/10/2016)[11]
- Coraza «Por el desarrollo de la asociación social» Sindicato de trabajadores de los complejos agrarios e industriales de RF (29/10/2010)
- Medalla y diploma «Para la alta calidad» Ministerio de Agricultura de la Federación Rusa (17/02/2002)
- Diploma de la República de Daguestán para el trabajo concienzudo (2010)
- Certificado de Mérito de la ciudad de Kizlyar (2013)
- Certificado de Honor del Gobierno de la República de Daguestán (09/01/2014)
- Certificado de Honor de la Agencia Federal para la Gestión de la Propiedad del Estado (23/10/2015)
- Certificado de Honor del Servicio Federal de Regulación del Mercado del Alcohol (03/05/2017)